# Antarctica: Empire of the Penguin
Antarctica: Empire of the Penguin war sowohl eine Themenfahrt als auch eine simulierte Themenfahrt im US-amerikanischen zoologischen Themenpark SeaWorld Orlando. Sie wurde am 24. Mai 2013 im Themenbereich „Meer aus Eis“ eröffnet und war zu jener Zeit die größte Attraktion des Parks.
Die Attraktion bestand aus verschiedenen Teilen. Von der Warteschlange aus sahen Besucher eine Pre-Show in 3D. Danach konnten sie den Ausgang nehmen, die Themenfahrt überspringen und direkt zu den Pinguingehegen gehen. Besucher, die an der Themenfahrt teilnehmen wollten, konnten zwischen zwei Arten von Fahrerlebnissen wählen: mild oder wild. Die Route, die die Fahrzeuge nahmen, war genau die gleiche, der Unterschied lag jedoch in der Anzahl an (Abbiege-)Bewegungen. Die Besucher fuhren durch ein Höhlensystem, vorbei an verschiedenen Szenen rund um die Antarktis. In diesen Räumen waren verschiedene Spezialeffekte zu sehen, beispielsweise 3D- und Nebeleffekte. Am Ende der Fahrt passierten die Fahrzeuge ein Pinguingehege.
Die Fahrzeuge konnten sich um 360 Grad um die eigene Achse drehen und waren gleichzeitig ein Simulator, der es ermöglichte, das Fahrzeug um mehrere Grad nach vorne, nach hinten und zur Seite zu neigen.
Aufgrund der COVID-19-Pandemie wurde die Attraktion geschlossen; an ihrer Stelle fährt heute die Achterbahn Penguin Trek.